# Lost Paradise (album)
Pour les articles homonymes, voir Lost Paradise.
Lost Paradise est le premier album du groupe Paradise Lost, sorti en 1990.
Il est un des précurseurs du style death-doom.

## Liste des chansons
1. Intro - 2:43
2. Deadly Inner Sense - 4:37
3. Paradise Lost - 5:30
4. Our Saviour - 5:08
5. Rotting Misery - 5:15
6. Frozen Illusion - 5:22
7. Breeding Fear - 4:15
8. Lost Paradise - 2:08
9. Internal Torment - 5:54